# Eperjes
Eperjes là một thị trấn thuộc hạt Csongrád, Hungary. Thị trấn này có diện tích 73,89 km², dân số năm 2010 là 532 người, mật độ 7 người/km².